# 羽黒山の爺スギ

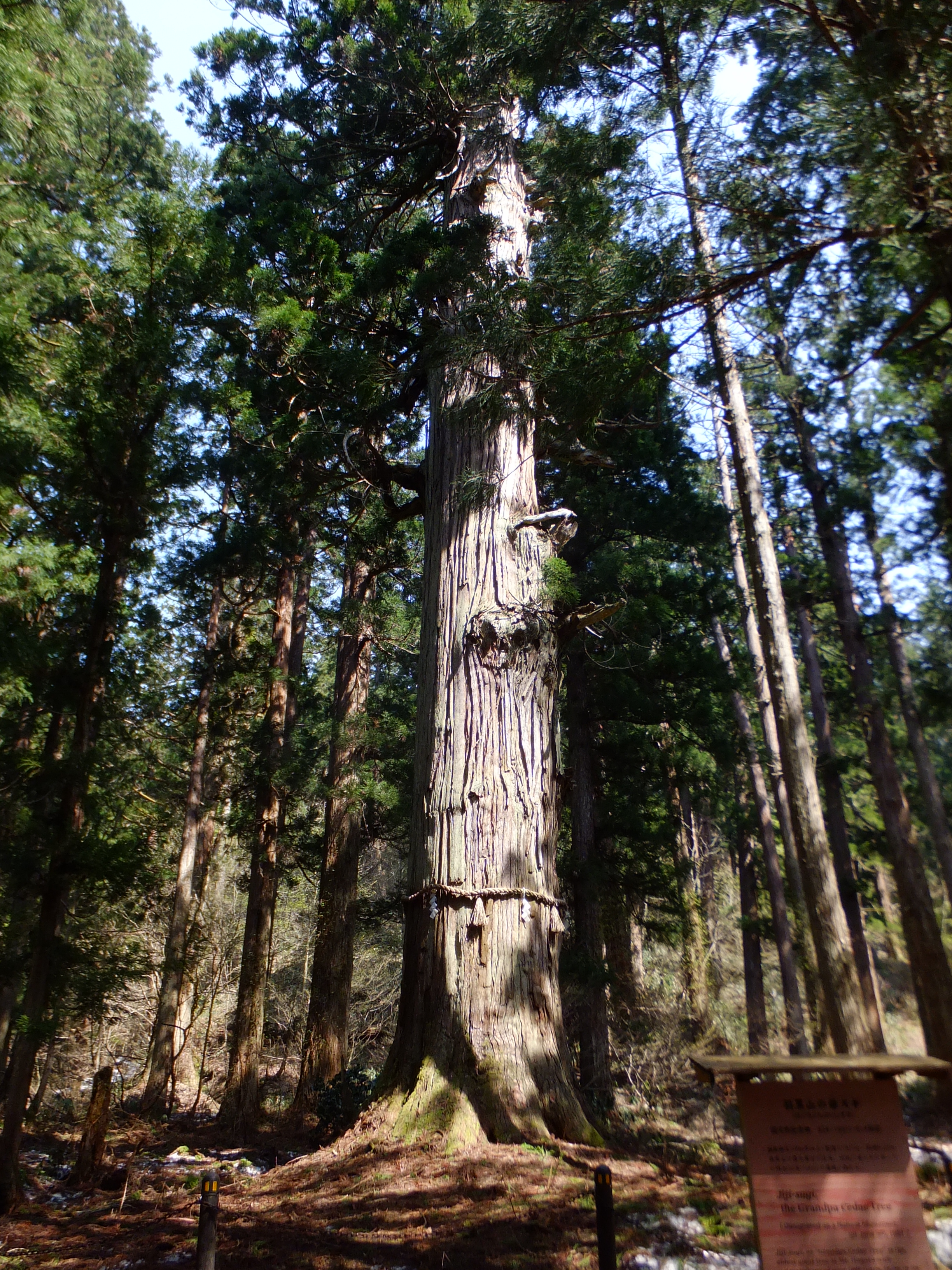
羽黒山の爺スギ。2018年4月21日撮影。

羽黒山の爺スギ（はぐろさんのじじスギ）は、山形県鶴岡市羽黒町手向（とうげ）の、国宝羽黒山五重塔に隣接して生育する、国の天然記念物に指定されたスギの巨樹である。スギの巨樹老木が多数生育する羽黒山の山中でも最大規模のスギであり、1951年（昭和26年）6月9日に国の天然記念物に指定された。

## 解説
羽黒山の爺スギは、修験道を中心とした山岳信仰の場として知られる出羽三山の、三山合祭殿へ向かう参道沿いにある国宝羽黒山五重塔付近に生育するスギの老樹で、根回り10.5メートル、目通り幹囲7.8メートル、直立する樹高は約42メートルに達する巨樹である。
出羽三山神社社務所前にある隋身門から羽黒山山頂の出羽神社までの、約1.7キロメートル続く石段の両側に、推定樹齢350年から500年超と推定される総計400本以上もの杉並木が続いている。この杉並木は羽黒山のスギ並木（はぐろさんのスギなみき）として国の特別天然記念物に指定されており、羽黒山の神域でもある周辺一帯は、主にスギの巨樹老木で占められた昼なお暗い鬱蒼とした深い森林地帯で、その中でもスギの一個体樹木として最大規模のものが「羽黒山の爺スギ」である。
社務所前の隋身門から継子坂（まなこざか）の石段を下ると、かつて修験者らが禊を行った祓川（はらいがわ）に架かる朱塗りの橋を渡るが、その先を左手に入ったところに爺スギは生育しており、爺スギの右手後方には国宝の五重塔が建立している。
スギの巨樹として有数のものであり「羽黒山の爺スギ」として1951年（昭和26年）6月9日に「羽黒山のスギ並木」とともに国の天然記念物に指定された。このスギ並木は4年後の1955年（昭和30年）8月13日に国の特別天然記念物に格上げされたが、「羽黒山の爺スギ」はスギ並木とは別個の、スギの個体として指定された単独の天然記念物である。推定される樹齢は約1,000年で、別名「千年杉」とも呼ばれ、秋田杉系列のものであるという。
かつては同様の規模を誇る「婆（ばば）スギ」と呼ばれる巨樹が「（今日の）爺スギ」と並んで生育していたが、1902年（明治35年）の暴風により2本並んだスギのうち、太い幹の方が倒れてしまい細い幹の方が残った。ただ、倒れたスギが「爺」なのか「婆」なのかは、人によって意見が分かれてはっきりしておらず、羽黒山関係者や地元住民らによって散々議論が行われたが分からずじまいで、結局、残った方のスギを爺でも婆でもなく「親スギ」と呼ぶことで決着したという。ところが後年の天然記念物指定の際には、詳しい経緯は不明であるものの「親スギ」ではなく、今日の指定名称である「爺スギ」として登録された、というエピソードが残されている。

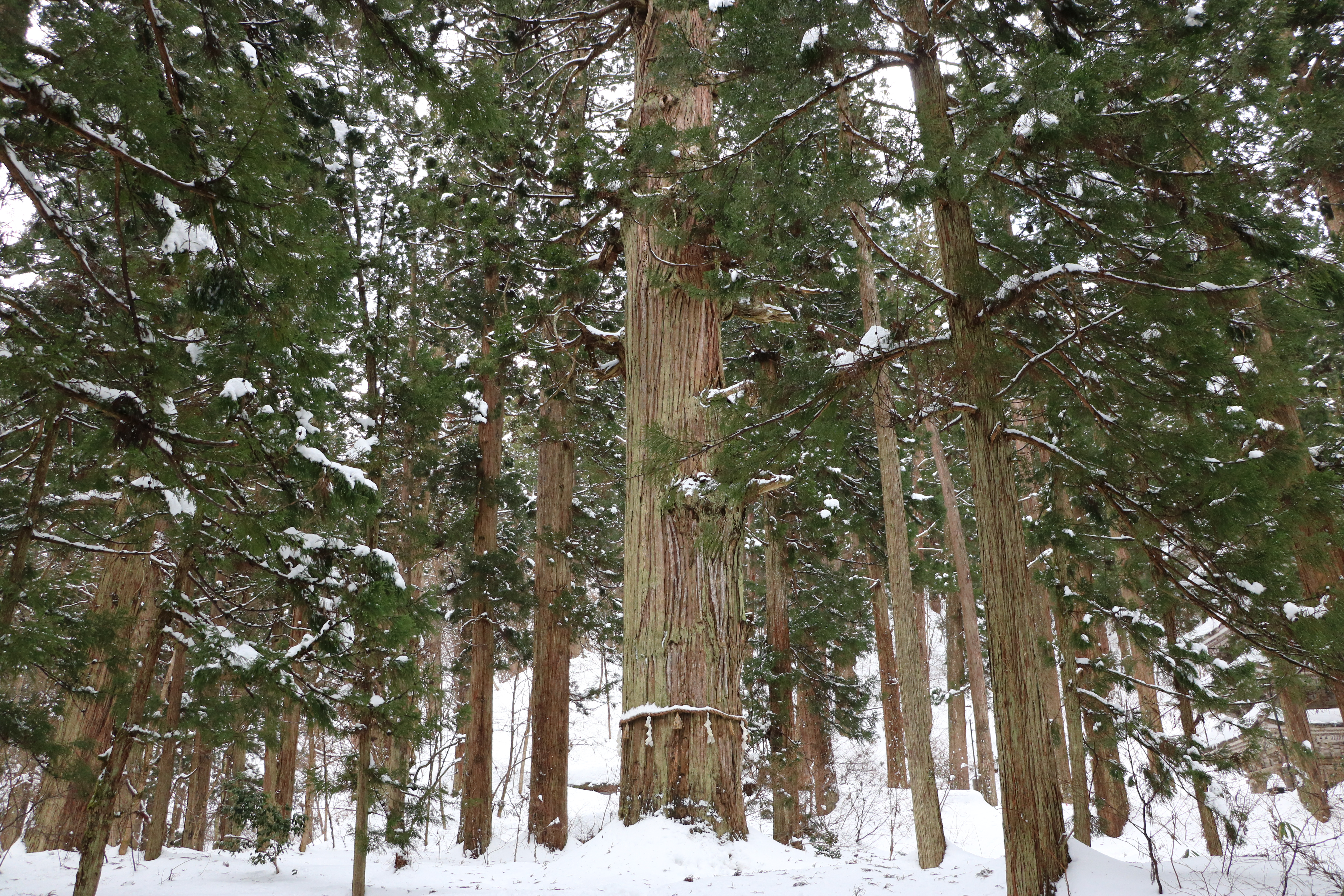
雪の爺スギ。2022年1月23日撮影。
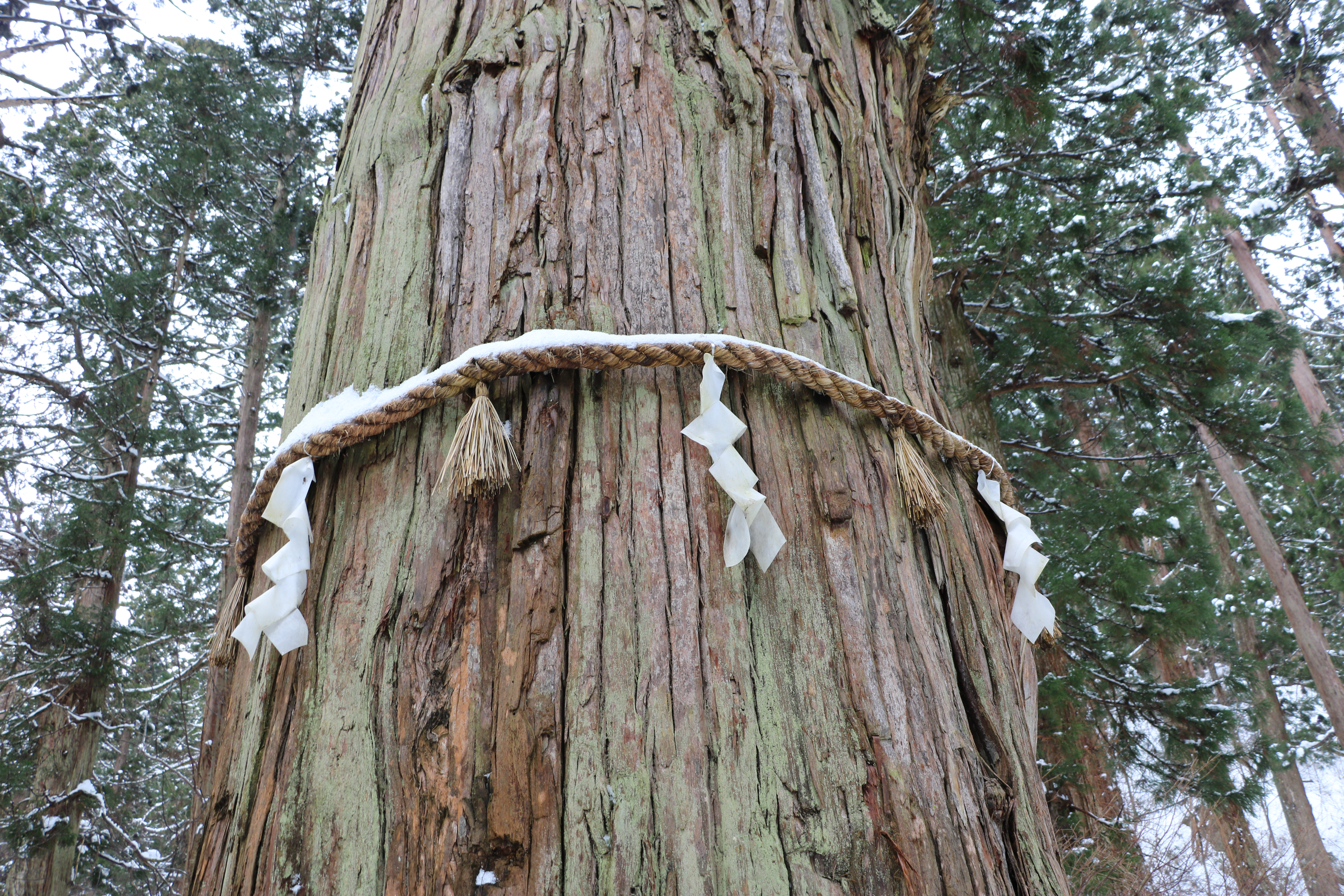
幹に巻かれた注連縄。2022年1月23日撮影。
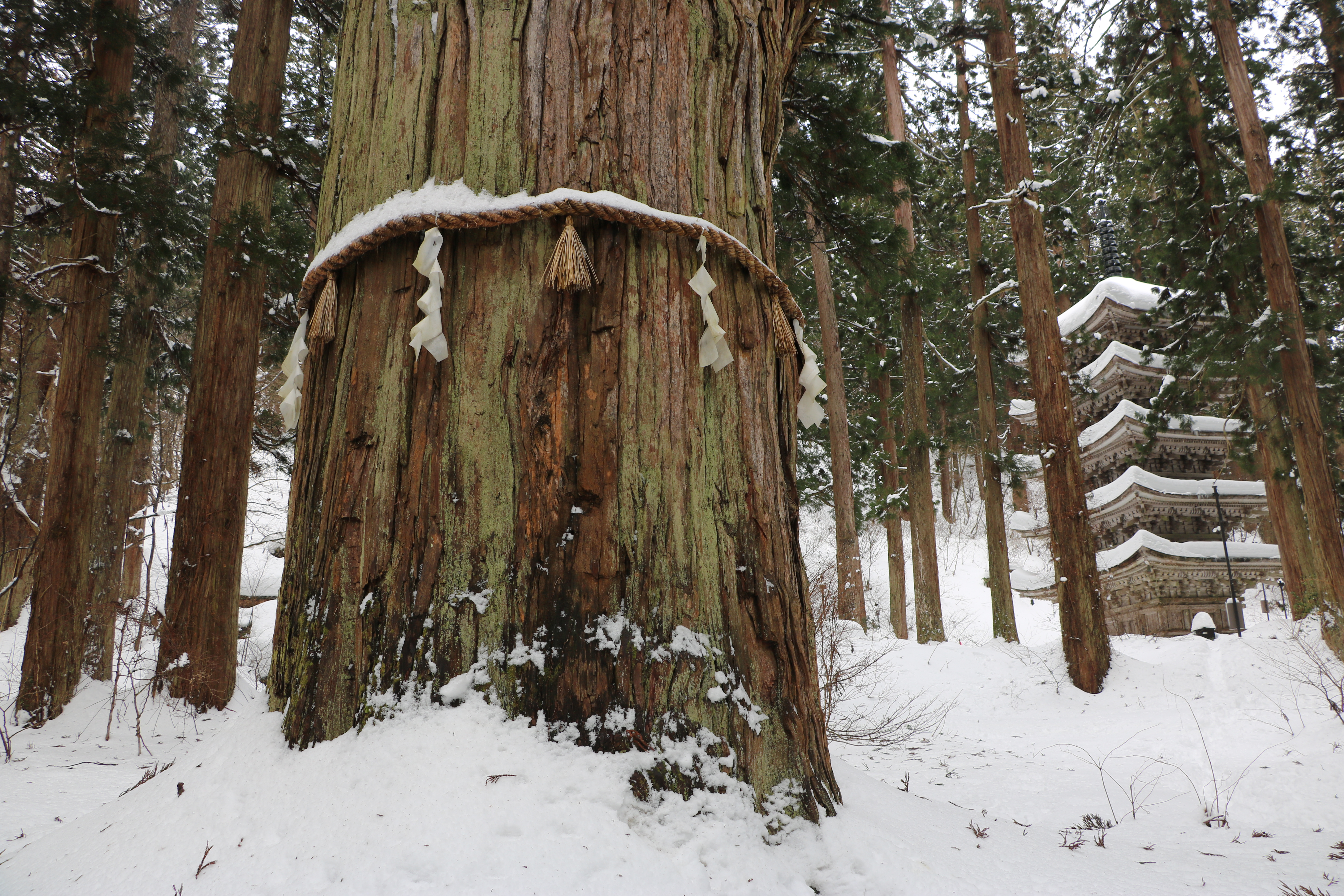
右後方に国宝羽黒山五重塔。2022年1月23日撮影。

## 交通アクセス
所在地
- 山形県鶴岡市羽黒町手向字羽黒山33の内[9][11]

交通
- 山形自動車道庄内あさひインターチェンジより車で30分[12]。
- JR羽越本線鶴岡駅よりバスで約45分。徒歩約10分[9][11]